# Бурьяны (село)
Бурьяны (укр. Бур'яни) — село на Украине, находится в Гайсинском районе Винницкой области.
Код КОАТУУ — 0520882206. Население по переписи 2001 года составляет 105 человек. Почтовый индекс — 23700. Телефонный код — 4334.
Занимает площадь 0,682 км².

## Адрес местного совета
23751, Винницкая область, Гайсинский р-н, с.Зятковцы, ул.Ленина, 10